# 종이달 (2023년 드라마)
《종이달》은 2023년 4월 10일부터 2023년 5월 9일까지 방송되었던 ENA 월화 드라마다.

## 프로그램 소개
숨 막히는 일상을 살던 여자 유이화가 은행 VIP 고객들의 돈을 횡령하면서 돌이킬 수 없는 선택을 하게 되는 서스펜스 드라마

## 제작진

### 제작사
- KT스튜디오지니
- 롯데컬처웍스
- 슈퍼문 픽쳐스

### 극본
- 노윤수

### 연출
- 유종선 : KBS 2TV 수목 드라마 《천명》(PD), KBS 2TV 월화 드라마 《미래의 선택》(공동 연출), KBS 2TV 일일 드라마 《천상여자》(공동 연출), KBS 2TV KBS 드라마 스페셜 《액자가 된 소녀》(연출), KBS 2TV KBS 드라마 스페셜 《머리 심는 날》(연출), KBS 2TV 수목 드라마 《태양의 후예》(PD), KBS 2TV KBS 드라마 스페셜 《빨간 선생님》(연출), KBS 2TV KBS 드라마 스페셜 《낫 플레이드》(연출), tvN 수목 드라마 《김비서가 왜 그럴까》(PD), tvN 월화 드라마 《60일, 지정생존자》(연출), tvN 월화 드라마 《어사와 조이》(연출) 연출
- 정원희

## 등장 인물

### 주요 인물
- 김서형 : 유이화 역 - 우연한 계기로 은행에 취직하게 되고, VIP 고객들을 담당하며 삶에 180도 바뀌게 되는 주부. 엘리트 집단에 속한 내조자이자 가부장적인 시댁의 며느리다. 남편의 무한한 방임 속에서 내가 어떤 사람인지, 뭘 하고 싶은지, 어떻게 하면 행복해지는지를 잊어가던 중, 송년 모임에서 저축은행 채용 제안을 받는다. 맡겨진 일은 거액 예치 VIP 고객 관리를 위한 컨시어지 서비스. 전신에 피가 도는 기분. 이화에게 '나를' 필요로 하는 이가 생겼다.
- 유선 : 류가을 역 - 화려하게 사는 것이 좋은 헤비 커리어 우먼, 초라한 외모란 불행의 증명이다. 불행을 남 탓으로 돌리지 않기 위해서 화려해야 한다. 명품은 사람을 좋은 곳으로 데려간다. 모두가 정중하고 너그러워진다. 돈이 많아 보이기만 해도 세상은 친절해진다. 쇼핑하기 위해 밤낮없이 일하다 보니 셀러브리티로 불릴 만큼 유명해졌다. 먹어도 속이 허한 날엔 이화와 선영을 만나 밥을 산다. 이화의 곁에서 누구보다 먼저 그녀의 비밀을 눈치챈다.
- 서영희 : 강선영 역 - 남편의 성공만을 위해 악착 같이 생활하는 전업주부, 선영에게 이화와 가을은 유일한 친구다. 이화 남편의 소개로 제인이 아빠를 만나 아기를 낳고 전업주부가 됐다. 도우미, 학원, 교통비, 부모님 용돈과 식비를 생각하면 이게 남는 장사다. 항상 1회용 비닐봉지를 챙겨 다닌다. 돈 주고 산 음식을 남겨두고 돌아오면 잠이 안 온다. 그래도 그녀는 인생 최후는 승자를 꿈꾸며 잠들기 전 화려한 노년을 그린다.
- 이시우 : 윤민재 역 - 빚은 많지만 열정은 넘치는 영화과 휴학생, 부유한 외할아버지가 있지만 더러운 돈은 싫다. 제대한 그에게 남은 건, 남겨둔 빚과 요양원에 입소한 아버지, 함께 영화를 꿈꾸는 동기들 뿐이다. 촬영 중 손가락 신경이 끊어지는 사고를 당한 친구의 수술비를 구하기 위해 외할아버지를 찾아갔다가 자신을 향해 눈부시게 웃어주는 여자를 만났다. 유이화.
- 공정환 : 최기현 역 - 명예와 사회적 성공이 인생의 목표인 유이화 남편, 건드릴 때만 흔들리는 종이 모빌처럼 곱고 조용한 여자 이화는 고분고분하고 아름답고 유용한 아내다. 아이가 생기지 않는 이유를 깊이 생각해 본 적은 없다. 그것이 아내 탓이든 내 탓이든 그저 아내에게 나와 헤어질 사유가 되지 않을 만큼의 고통으로 지나가길 바랄 뿐이다. 정말은 그녀의 기대가 두렵다고 해야 맞을 것이다. 임원 승진 자격 조건에 어긋나 주식, 골프, 도박, 불륜은 불가다.
- 이천희 : 성지훈 역 - 철 없는 류가을 전 남편, 화려하고 멋진 가을을 사랑했다. 그녀의 블링블링이 재산을 헐어 쓴 결과라는 걸 알았을 땐 끔찍했고, 지금은 이혼 후 내 돈 없이도 세상 보란 듯이 고져스한 그녀가 아쉽다.
- 윤희석 : 제국 역 - 기현을 상사로 모시는 순진무구한 강선영 남편, 세상 서열은 돈을 누가 내느냐로 자동 정리된다. 제국은 수컷들 사이에서 언제나 을이다. 아무래도 임원 되긴 글렀고, 몇 년 안에 희망 퇴직자가 될 듯 싶고 딸은 무럭무럭 자랄 테니 아끼는 게 정답이다.

### 주변 인물
- 윤보라 : 이루리 역
- 박정언 : 서혜지 역 - 저축은행 이사
- 변서윤 : 임가든 역
- 김재인 : 진영서 역
- 이가령 : 구세주 역
- 윤아정 : 소미경 역
- 이채은 : 나민수 역
- 이가은 : 윤소 역
- 유채희 : 성태미 역

### 그 외 인물
- 미상 : 노숙자 고객 역
- 변중희 : 오숙자 역
- 장항선 : 박병식 역
- 이주미 : 태미친구 엄마 역